# Saint-Martin-Boulogne
Saint-Martin-Boulogne település Franciaországban, Pas-de-Calais megyében. Lakosainak száma 11 036 fő (2022. január 1.). Saint-Martin-Boulogne Wimille, Baincthun, Boulogne-sur-Mer, Echinghen, Outreau, Pernes-lès-Boulogne, Saint-Léonard és La Capelle-lès-Boulogne községekkel határos.

## Népesség
A település népessége az elmúlt években az alábbi módon változott:
| Lakosok száma | 11 323 | 11 285 | 11 506 | 11 204 | 11 226 | 11 136 | 11 165 | 10 999 | 11 036 |
|               | 2013   | 2015   | 2016   | 2017   | 2018   | 2019   | 2020   | 2021   | 2022   |